# Старосёлы (Радомльский сельсовет)
Старосёлы (бел. Старасёлы) — деревня в составе Осиновского сельсовета Чаусского района Могилёвской области Республики Беларусь.

## Население
- 2010 год — 6 человек